# Soffan (2011)
Soffan är en svensk kortfilm från 2011 i regi av Karin Fahlén. I rollerna ses bland andra Marika Lagercrantz, Niklas Falk och Vera Vitali.

## Handling
Filmen skildrar tre olika livssituationer där en och samma soffa spelar en viktig symbolisk roll i de olika personernas liv. Filmen utspelar sig i Stockholm.

## Medverkande
- Marika Lagercrantz
- Niklas Falk
- Vera Vitali
- Richard Ulfsäter
- Simon J. Berger
- Gina Fahlén-Ronander
- Mervi Harju
- Marianne Karlbeck-Stråth
- Sten Rydberg
- Viktor Spasov
- Rasmus Troedsson
- John White
- Alexandra White

## Om filmen
Manus skrevs av regissören Fahlén och filmen producerades av Martina Stöhr för produktionsbolaget Chamdin & Stöhr Film AB. Filmens fotograf var Crille Forsberg, kompositör Magnus Frykberg och klippare Gregers Dohn. Filmen visades på Göteborgs filmfestival 2012.